# Sri-lankische Badmintonmeisterschaft 1953
Die Sri-lankische Badmintonmeisterschaft 1953 war die erste Austragung der nationalen Titelkämpfe im Badminton in Sri Lanka. Sie fand in Colombo statt.

## Sieger und Finalisten
| Disziplin    | Gold                                    | Silber                      |
| ------------ | --------------------------------------- | --------------------------- |
| Herreneinzel | Peethamparam Sivalingam                 | C. R. Schoorman             |
| Dameneinzel  | Nanda Nagasinghe                        | Lalitha Nagasinghe          |
| Herrendoppel | Peethamparam Sivalingam R. P. Nadarajah | C. R. Schoorman Raif Jansz  |
| Damendoppel  | Nanda Nagasinghe Lalitha Nagasinghe     | C. Cooray Rosemary Cooray   |
| Mixed        | Peethamparam Sivalingam Rosemary Cooray | Raif Jansz Nanda Nagasinghe |